# Квітень 2021
Квітень 2021 — четвертий місяць 2021 року, що розпочався у четвер 1 квітня та закінчився у п'ятницю 30 квітня.

## Події
- 1 квітня
  - Премією Тюрінга нагородили Джеффрі Ульмана та Альфреда Аго за створення компілятора[1].
- 2 квітня
  - У результаті аварії потяга у Тайвані[en] 54 людини загинуло, ще понад 150 отримали поранення[2].
- 4 квітня
  - Вйоса Османі обрана президентом Косова. Османі обрали в третьому турі голосування в парламенті. За неї проголосував 71 з-поміж 120 депутатів парламенту[3].
- 9 квітня
  - У віці 99 років помер Філіп, герцог Единбурзький[4]
  - З Байконуру успішно стартував космічний корабель Союз МС-18 із трьома космонавтами на борту, які на МКС будуть працювати у складі 65-ї та 66-ї експедиції.[5]
- 12 квітня
  - Президентом Еквадору обрано Гільєрмо Лассо[6].
- 13 квітня
  - Коронавірусна хвороба 2019 в Україні: в Україні розпочався процес вакцинації населення проти коронавірусу препаратом CoronaVac китайської компанії Sinovac Biotech[7].
- 16 квітня
  - Коронавірусна хвороба 2019 в Україні: в Україну надійшла перша партія вакцини Комірнаті від Pfizer/BioNTech у рамках глобальної ініціативи COVAX[8].
  - У віці 78 років помер український письменник і політик Володимир Яворівський[9].
- 17 квітня
  - Чехія вислала 18 співробітників посольства Росії у зв'язку з підозрою про причетність її розвідки до вибуху на складі військових боєприпасів у 2014 році[10].
- 18 квітня
  - 12 провідних футбольних клуби Англії, Італії та Іспанії оголосили про створення Суперліги. УЄФА і ФІФА пригрозили санкціями, внаслідок чого діяльність Ліги було призупинено.[11].
- 19 квітня
  - 89-літній Рауль Кастро залишив посаду керівника Комуністичної партії Куби, цю посаду обійняв президент країни Мігель Діас-Канель[12].
  - Апарат Ingenuity здійснив перший політ на Марсі, що стало першим в історії керованим польотом в атмосфері іншої планети[13].
- 20 квітня
  - Президент Чаду Ідріс Дебі помер від поранень, отриманих під час зіткнень із повстанцями[14].
  - Марсоходу Perseverance за допомогою приладу MOXIE вперше в історії вдалося отримати кисень з атмосфери Марса[15].
- 21 квітня
  - Індонезійський підводний човен KRI Nanggala із 53 людьми на борту зник біля берегів Балі[16].
- 23 квітня
  - Здійснено запуск SpaceX Crew-2 — другий робочий пілотований політ космічного корабля Dragon 2 до МКС із чотирма космонавтами на борту[17].
- 24 квітня
  - Президент США Джо Байден офіційно визнав геноцид вірмен[18].
- 25 квітня
  - У результаті пожежі в лікарні Багдада[en], де лікувались хворі на COVID-19, 82 людини загинуло, ще понад 110 отримали поранення[19].
  - Відбулась 93-тя церемонія нагородження кінопремії «Оскар»: відзнаки за найкращий фільм та найкращу режисерську роботу отримав фільм «Земля кочівників» режисера Хлої Чжао; найкращим актором визнано Ентоні Гопкінса, найкращою актрисою — Френсіс Мак-Дорманд.[20]
  - Київське «Динамо» достроково стало переможцем чемпіонату України з футболу сезону 2020–2021[21].
  - Переможцем Турніру претендентів 2020 став російський шахіст Ян Непомнящий[22].
- 28 квітня
  - У результаті збройного конфлікту між Киргизстаном та Таджикистаном на кордоні цих країн у районі водорозподільчого пункту «Головний», понад 20 осіб загинули та ще понад 100 отримали поранення[23].
- 29 квітня
  - Україна і Європейський Союз: Європейський парламент ухвалив резолюцію, в якій закликав у разі прямого вторгнення Росії в Україну зупинити імпорт російських нафти і газу до ЄС, відключити РФ від SWIFT та ввести санкції проти наближених до російської влади олігархів[24].
  - КНР за допомогою ракети-носія Великий похід-5 запустила перший модуль Тяньхе Китайської космічної станції[25].
- 30 квітня
  - В Ізраїлі під час фестивалю Лаг ба-Омер на горі Мерон у тисняві загинули щонайменше 44 людини та близько 150 постраждали[26].